# X-Prize Foundation

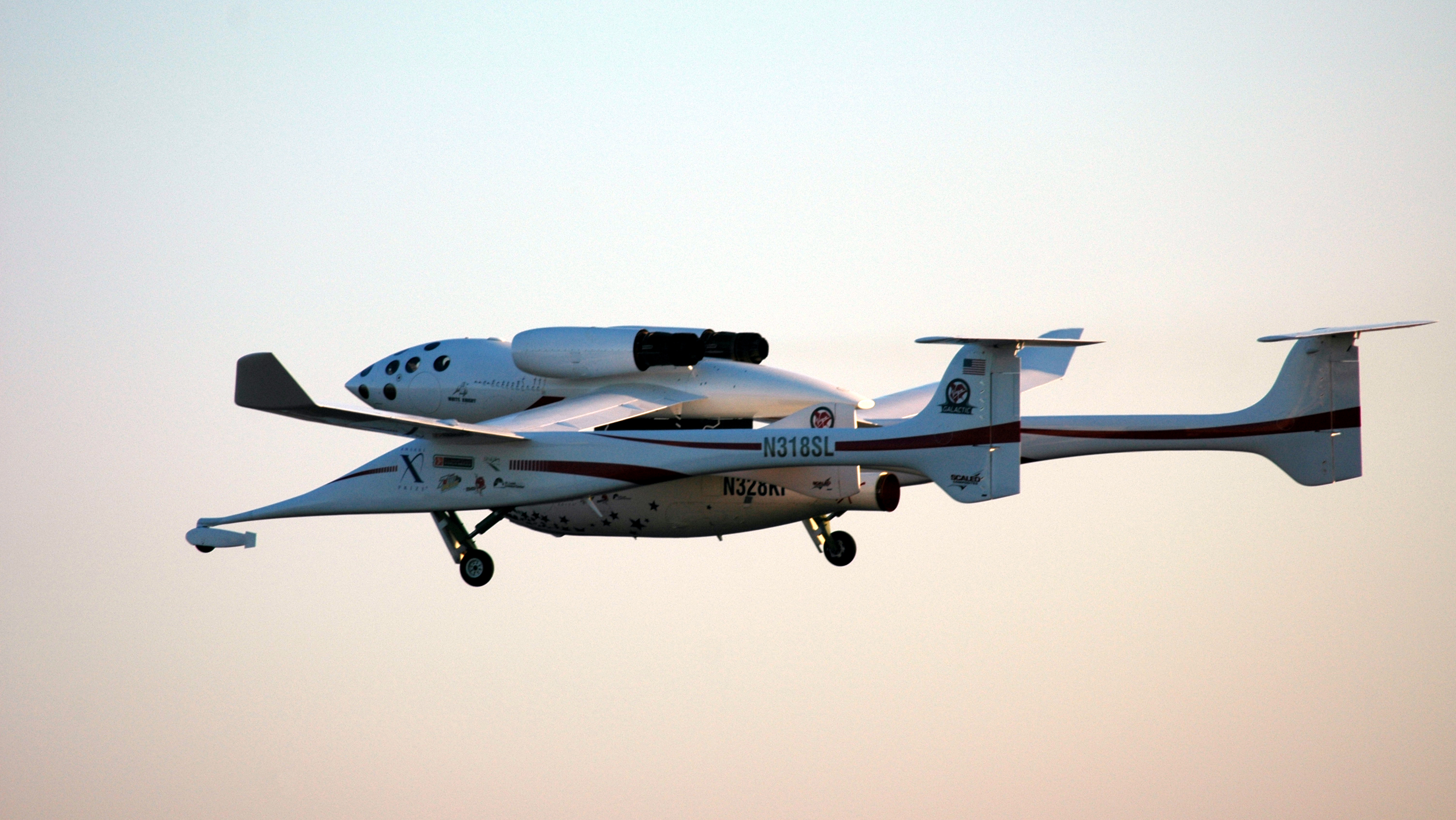
SpaceShipOne absolvierte am 21. Juni 2004 den ersten bemannten privaten Weltraumflug. Es ging aus dem Ansari X-Prize hervor.

Die X-Prize Foundation wurde 1995 von Peter Diamandis gegründet und ist als gemeinnützig anerkannt. Sie schreibt Preiswettbewerbe für innovative technische und wissenschaftliche Entwicklungen aus, die hauptsächlich privat finanziert sind. Nach eigenen Angaben will sie damit Anreize für den Aufbau und Umbau von Industrien und damit neue Arbeitsplätze schaffen sowie festgefahrene Märkte beleben. Als höheres Ziel sollen die Preise mit „radikalen Durchbrüchen“ dem Wohl der Menschheit dienen. Zum Kuratorium der Stiftung gehören u. a. James Cameron, Elon Musk, Larry Page, Arianna Huffington, Ratan Tata und Ray Kurzweil.
Einen wesentlichen Beitrag zur globalen Bekanntheit der Foundation leistete der Ansari X-Prize, aus dem Scaled Composites 2004 mit dem SpaceShipOne als Sieger hervorgingen. Der Preis gilt als erster bedeutender Meilenstein der noch jungen privaten Raumfahrt. Das Raumfahrt-Unternehmen Virgin Galactic will auf dieser Technologie basierend in näherer Zukunft suborbitale Weltraumflüge für private Mitreisende anbieten.
Im Februar 2021 gab die Stiftung mit Kurator Elon Musk bekannt, den mit 100 Millionen US-Dollar bislang größten Incentive-Preiswettbewerb der Geschichte der Reduktion von CO2 in der Erdatmosphäre zu widmen.

## Hintergrund
Die X-Prize Foundation wurde von anderen, historischen Preisen inspiriert, die innovative Lösungen für technische und naturwissenschaftliche Probleme und Herausforderungen prämierten.
In der Seefahrt war über lange Zeit hinweg das Längenproblem bekannt, die exakte Bestimmung der geographischen Länge, auf der man sich befindet. Auf die Lösung dieses Problems wurden mehrere Preise ausgeschrieben. John Harrison löste schließlich das Problem.
Der am häufigsten als Inspiration für die X-Preise genannte Preis ist der Orteig-Preis. 1919 stellte der aus Frankreich stammende New Yorker Hotelbesitzer Raymond Orteig die Summe von 25.000 US-Dollar demjenigen zur Verfügung, der es als erster schaffte, in einem Flug ohne Zwischenlandung von New York nach Paris oder umgekehrt zu fliegen. Um diese 25.000 US-Dollar zu gewinnen, wurde von neun unterschiedlichen Teams eine Gesamtsumme von etwa 400.000 US-Dollar investiert, bis schließlich Charles Lindbergh am 20. Mai 1927 mit der Spirit of St. Louis den Sieg für sich beanspruchen konnte.
Nach diesem Ereignis stieg das Interesse für die Luftfahrt um ein Vielfaches, so stiegen die Bewerbungen auf eine Pilotenlizenz noch 1927 um 300 Prozent, die Passagierzahlen amerikanischer Fluglinien wuchsen von 5.782 im Jahre 1926 auf 173.405 im Jahre 1929. Heute stellt die Luftfahrt einen 250 Mrd. US-Dollar großen Industriesektor dar.

## X-Prize
Mit diesen Preisen als Orientierung versucht die X-Prize Foundation nun in der heutigen Zeit, Anreize für technische und wissenschaftliche Höchstleistungen zu schaffen.
Die Finanzierung der Preise erfolgt auf unterschiedliche Art und Weise: Der mit 10 Mio. US-Dollar dotierte Ansari X-Prize, der zunächst nur X-Prize hieß, wurde anfangs aus mehreren kleinen Spenden finanziert. Erst 2004 erfolgte die Umbenennung, der eine Spende in Höhe mehrerer Millionen von Anousheh Ansari und Amir Ansari vorausging.
Bei anderen Preisen, zum Beispiel dem Google Lunar X-Prize, stellte Google die Preisgelder von 30 Mio. US-Dollar.
Bei der Northrop Grumman Lunar Lander Challenge hingegen wird der laufende Wettbewerb von Northrop Grumman gesponsert, während die Preisgelder von der NASA getragen werden.

### Laufende Preise

#### Gigaton Scale Carbon Removal
Im Februar 2021 kündigten die X-Prize Foundation und der Technologie-Unternehmer Elon Musk den Carbon Removal X-Prize an. Der mit 100 Millionen US-Dollar bislang höchstdotierte Forscher-Preiswettbewerb soll Teams auf der ganzen Welt zur Teilnahme inspirieren, um nachhaltige Lösungen für die Reduktion des Kohlenstoffdioxids (CO2) in der Atmosphäre zu entwickeln (siehe auch: Negative Emissionen). Eine erste Ankündigung zu dem Vorhaben machte Musk Ende Januar 2021.
Am Tag der Erde 2022 (22. April) wurden 15 Gewinner der ersten Etappe aus 1,133 teilnehmenden Teams gekürt, die jeweils 1 Million US-Dollar erhalten. Das Preisgeld soll der Weiterentwicklung und Skalierung der Konzepte dienen sowie eine Anerkennung für die bisherigen Leistungen sein. Die Gewinner des Wettbewerbs sollen am Tag der Erde 2025 verkündet werden und insgesamt 80 Millionen US-Dollar Preisgeld erhalten.
Um sich für das Finale zu qualifizieren, müssen die Teilnehmer eine Lösung demonstrieren die mindestens 1.000 Tonnen CO2 jährlich direkt aus den Ozeanen oder der Atmosphäre entziehen kann. Zusätzlich müssen deren Kosten bei einer Skalierung auf 1 Million Tonnen pro Jahr aufgezeigt werden. Weiterhin muss ein Konzept vorliegen wie der weitere Ausbau in die Größenordnung von Gigatonnen pro Jahr erfolgen kann.
Feed the Next Billion
Der Feed the Next Billion Preis wurde im November 2020 angekündigt und läuft von Februar 2021 bis Juli 2024. Der Preis widmet sich nachhaltiger Lebensmittelversorgung, speziell durch die Entwicklung von ressourcenschonenden Alternativen zu Fleisch-, und Fischprodukten. Das Ziel ist es Produkte zu entwickeln, welche auch bei wachsender Weltbevölkerung eine nachhaltige Nahrungsmittelversorgung zulassen und Probleme wie etwa Überfischung vermeiden. Im Rahmen des Preises müssen die Teams entweder eine Hühnerbrust oder ein Fisch-Filet aus nicht-tierischen Inhaltsstoffen herstellen, welches im Nährwert, Geschmack und Kosten möglichst ähnlich zum tierischen Original ist. Im Juli 2024 findet das Finale in Abu Dhabi statt, wobei 6 internationale Teams im Finale gegeneinander antreten.

### Beendete Preise

#### Ansari X-Prize
Der Ansari X-Prize war der Erste der X-Preise. 1996 ausgeschrieben konkurrierten am Ende 26 Teams um den 10 Millionen US-Dollar Preis, bis das Team Scaled Composites ihn am 4. Oktober 2004 gewann. Bedingung war es, innerhalb von zwei Wochen mit einem bemannten Raumfahrzeug zweimal eine Höhe von mindestens 100 km (Kármán-Linie) zu erreichen. Das Raumfahrzeug musste aus privater Hand finanziert und gebaut werden, ebenso musste es zu mindestens 90 Prozent wiederverwendbar sein.

#### Google Lunar X-Prize
Der Google Lunar X-Prize war ein 2007 gestarteter Wettbewerb für eine Mondlandung bis Ende März 2018.

#### Progressive Insurance Automotive X-Prize
Der mit 10 Millionen US-Dollar dotierte Progressive Insurance Automotive X-Prize wurde am 12. April 2007 auf der New York International Auto Show 2007 offiziell ausgeschrieben; die Gewinner wurden am 16. September 2010 bekanntgegeben.
Dieser Preis, der nach dem Hauptsponsor Progressive Insurance benannt wurde, vergab Preise für herausragende technische Lösungen im Automobilbereich. Wichtigstes Kriterium war ein geringer Verbrauch. Die Siegermodelle mussten als Massenproduktion realisierbar sein.

#### Wendy Schmidt Oil Cleanup X-Challenge
Die Ehefrau des Informatikers und Managers Eric Schmidt stellte am 29. Juli 2010 die Wendy Schmidt Oil Cleanup X-Challenge, angeregt durch die Ölpest im Golf von Mexiko 2010 vor. Sie begann offiziell am 1. August 2010 und endete am 11. Oktober 2011. Der Preis zeichnet innovative Lösungen für das Reinigen von rohölverschmutztem Seewasser aus. Den ersten drei Teams wurden eine Million, 300.000 und 100.000 US-Dollar zugesprochen.

#### Archon Genomics X-Prize
Der Archon Genomics X-Prize sollte eine Methode zur schnellen und präzisen DNA-Sequenzierung prämieren. Den Preis sollte erhalten, wer es schafft, bis zum 3. Januar 2013 innerhalb von 30 Tagen das Erbgut von 100 Personen korrekt und kostengünstig zu sequenzieren. Zusätzliche Bedingungen sind eine maximale Fehlerrate von eins pro 1.000.000 Basenpaaren sowie maximale Kosten von 1.000 US-Dollar je Erbgut. Gestiftet wird der Preis von dem Gesundheitsunternehmen Medco Health Solutions.
Der Namensgeber des Preises war die Firma Archon Minerals Ltd., welche diesen bereits im Jahr 2006 finanzierte und damals als Bedingung noch die Entschlüsselung von 100 Chromosomensätze in zehn Tagen stellte, wobei eine Sequenzierung nicht mehr als 10.000 US-Dollar kosten durfte.
Am 22. August 2013 wurde der Wettbewerb, als erster X-Prize Wettbewerb überhaupt, vorzeitig abgebrochen. Als Begründung wurde die schnelle technische Entwicklung genannt, die das Ziel der Aufgabe nicht mehr zeitgemäß erscheinen lässt.

#### Qualcomm Tricorder X-Prize
Am 10. Januar 2012 wurde auf der CES 2012 der bereits angekündigte Qualcomm Tricorder X-Prize gestartet. Kern des dreieinhalb Jahre laufenden Wettbewerbs war die Entwicklung eines benutzerfreundlichen, präzisen medizinischen Diagnosegeräts. Gesponsert wurden die 10 Millionen US-Dollar Preisgeld durch die 2010 von Qualcomm gegründete Qualcomm Foundation. Der Name Tricorder stammt aus dem Star Trek Universum und bezeichnet ein handliches Messgerät für physikalische und medizinische Größen. Kein Teilnehmer erfüllte alle Anforderungen.

#### Shell Ocean Discovery X-Prize
Am 14. Dezember 2015 wurde der 36 Monate dauernde „Shell Ocean Discovery X-Prize“ gestartet und im Dezember 2018 beendet. Die Aufgabe bestand in der Erkundung und Kartographierung des Meeresbodens der Tiefsee. Das Preisgeld beläuft sich auf insgesamt sieben Millionen US-Dollar.

#### 2018–2022 ANA Avatar XPRIZE
Der mit 10 Millionen Dollar dotierte ANA Avatar XPRIZE hatte zum Ziel, Avatarsysteme zu entwickeln, welche die Anwesenheit von Menschen in Echtzeit an entfernte Orte bringen können. Die Teilnehmer dieses Wettbewerbs entwickelten Robotersysteme, die es dem Bediener ermöglichen, eine entfernte Umgebung so zu sehen, zu hören und mit ihr zu interagieren, dass es sich anfühlt, als wäre er wirklich dort. Andererseits wurde den Personen in der entfernten Umgebung der Eindruck vermittelt, dass der Bediener im Avatar-Roboter anwesend war. Beim Finale des Wettbewerbs, das im November 2022 in Long Beach, Kalifornien, USA, stattfand, wurden die Avatarsysteme danach bewertet, ob sie die Interaktion mit Menschen aus der Ferne, die Erkundung neuer Umgebungen und den Einsatz spezieller Fähigkeiten unterstützen.
Gewinner des Wettbewerbs waren:
- Team NimbRo, Universität Bonn, Deutschland gewann den Hauptpreis von 5 Millionen US-Dollar[18]
- Pollen Robotics, Frankreich gewann 2 Millionen US-Dollar
- Team Northeastern, Northeastern University gewann 1 Million US-Dollar

### Geplante Preise
Bei der X-Prize Foundation befinden sich dauerhaft mehrere Preise in der Planungsphase. Für diese Preise werden in der Regel noch Partner gesucht, die die Finanzierung übernehmen.
In Zusammenarbeit mit der Bill & Melinda Gates Foundation soll zum Beispiel ein X-Prize entstehen, der die Entwicklung einer besseren Tuberkulosediagnose vorsieht.

## Kuratorium
Die Foundation wird von einem 28-köpfigen Kuratorium, dem so genannten Board of Trustees, geleitet.
| Mitglied            | Position                      |                                                               |
| ------------------- | ----------------------------- | ------------------------------------------------------------- |
| Eric C. Anderson    | Trustee                       | Gründer von Space Adventures                                  |
| Anousheh Ansari     | Trustee                       | Erste Weltraumtouristin und Spenderin für den Ansari X-Prize  |
| Amir Ansari         | Trustee                       | Gründer von Prodea Systems und Spender für den Ansari X-Prize |
| Jack Bader          | Trustee                       | Unternehmer                                                   |
| Michael Boustridge  | Trustee                       | Präsident bei BT America                                      |
| James Cameron       | Trustee                       | Regisseur                                                     |
| Peter Diamandis     | Vorsitzender & CEO            |                                                               |
| Gil Elbaz           | Trustee                       |                                                               |
| Richard Garriott    | Trustee                       | Weltraumtourist und Softwareentwickler                        |
| James N. Gianopulos | Trustee                       | CEO von Fox Filmed Entertainment                              |
| Jack Hidary         | Trustee                       |                                                               |
| Arianna Huffington  | Trustee                       | Chefredakteurin The Huffington Post                           |
| Dean Kamen          | Trustee                       | Unternehmer und Erfinder, zum Beispiel Segway                 |
| Ray Kurzweil        | Trustee                       | KI-Visionär und Sachbuchautor                                 |
| Erik R. Lindbergh   | Trustee                       |                                                               |
| Gregg E. Maryniak   | Schriftführer                 | Unternehmer und Jurist                                        |
| Rob McEwen          | Trustee                       | CEO von Minera Andes Inc.                                     |
| Diane Murphy        | Trustee                       |                                                               |
| Elon Musk           | Trustee                       | SpaceX-Gründer und Raumfahrtvisionär                          |
| Larry Page          | Trustee                       | Mitgründer & CEO von Google                                   |
| Adeo Ressi          | Trustee                       |                                                               |
| Jeffrey L. Shames   | Trustee                       |                                                               |
| Barry Silverstein   | Schatzmeister                 |                                                               |
| Ratan Tata          | Trustee                       | CEO der Tata-Gruppe                                           |
| J. Barry Thompson   | Trustee                       |                                                               |
| Craig Venter        | Trustee                       | Biochemiker, Gründer von Celera.                              |
| Robert K. Weiss     | Vize-Vorsitzender & Präsident | Regisseur, Filmproduzent (siehe Die nackte Kanone)            |
| Will Wright         | Trustee                       | Mitgründer von Maxis und Computerspieldesigner                |

## Belege
1. ↑  Who We Are (englisch) – Seite bei der X-Prize-Foundation; Stand: 24. Februar 2011
2. ↑  Incentivized Competition Heritage (Memento vom 15. August 2012 im Internet Archive) (englisch) – Seite bei der X-Prize-Foundation; Stand: 24. Februar 2011
3. ↑  $100M GIGATON SCALE CARBON REMOVAL. XPRIZE Foundation, abgerufen am 9. Februar 2021.
4. ↑  Carbon Removal X Prize: Elon Musk lobt größten Incentive-Preis der Geschichte aus, Paul Siethoff in: Frankfurter Rundschau, 10. Februar 2021
5. ↑  Elon Musk bietet 100 Millionen Dollar für CO2-Umwandlung, t3n Magazin, 25. Januar 2021
6. ↑  Tesla-Chef Musk will 100-Millionen-Dollar-Preis stiften, Spiegel Online, 22. Januar 2021
7. ↑  XPRIZE AND THE MUSK FOUNDATION AWARD $15M TO PRIZE MILESTONE. Abgerufen am 23. April 2022 (englisch).
8. ↑  XPRIZE Carbon Removal. Abgerufen am 23. April 2022 (englisch).
9. ↑  XPRIZE Feed the Next Billion. Abgerufen am 4. April 2024 (englisch).
10. ↑  Ergebnisse des Wettbewerbes auf iprizecleanoceans.org (Memento des Originals vom 19. Dezember 2011 im Internet Archive)  Info: Der Archivlink wurde automatisch eingesetzt und noch nicht geprüft. Bitte prüfe Original- und Archivlink gemäß Anleitung und entferne dann diesen Hinweis.
11. 1 2  X Prize Foundation: US-Stiftung schreibt Genomics X Prize neu aus – Artikel bei Golem.de, vom 27. Oktober 2011
12. ↑  Artikel mit der Ankündigung den Wettbewerb vorzeitig abzubrechen
13. ↑  Zehn Millionen Dollar für den "Star Trek"-Trikorder Spiegel-Artikel vom 14. Mai 2011
14. ↑  X PRIZE Foundation and Qualcomm Foundation Set to Revolutionize Healthcare With Launch of $10 Million Qualcomm Tricorder X PRIZE (Memento vom 15. Januar 2012 im Internet Archive) (englisch) Meldung bei MarketWatch
15. ↑  Shell Ocean Discovery XPRIZE Schedule (Memento des Originals vom 22. Februar 2017 im Internet Archive)  Info: Der Archivlink wurde automatisch eingesetzt und noch nicht geprüft. Bitte prüfe Original- und Archivlink gemäß Anleitung und entferne dann diesen Hinweis. XPRIZE Foundation
16. ↑  ANA Avatar XPRIZE. In: XPRIZE. Abgerufen am 27. Dezember 2022 (englisch).
17. ↑  Sven Behnke, Julie A. Adams, David Locke: The $10 Million ANA Avatar XPRIZE Competition Advanced Immersive Telepresence Systems. In: IEEE Robotics and Automation Magazine. 2023, doi:10.48550/ARXIV.2308.07878 (englisch).
18. ↑  Christian Lenz, Max Schwarz, Andre Rochow, Bastian Pätzold, Raphael Memmesheimer, Michael Schreiber, Sven Behnke: NimbRo Wins ANA Avatar XPRIZE Immersive Telepresence Competition: Human-Centric Evaluation and Lessons Learned. In: International Journal of Social Robotics. 5. Oktober 2023, doi:10.1007/s12369-023-01050-9.
19. ↑  Prize Development (Memento des Originals vom 5. August 2012 im Internet Archive)  Info: Der Archivlink wurde automatisch eingesetzt und noch nicht geprüft. Bitte prüfe Original- und Archivlink gemäß Anleitung und entferne dann diesen Hinweis. (englisch) – Seite bei der X-Prize-Foundation; Stand: 24. Februar 2011
20. ↑  Board of Trustees (Memento des Originals vom 5. August 2012 im Internet Archive)  Info: Der Archivlink wurde automatisch eingesetzt und noch nicht geprüft. Bitte prüfe Original- und Archivlink gemäß Anleitung und entferne dann diesen Hinweis. (englisch) – Seite bei der X-Prize-Foundation; Stand: 24. Februar 2011
21. ↑  Avatar Director James Cameron Joins XPRIZE Board Of Trustees (Seite nicht mehr abrufbar, festgestellt im Juni 2024. Suche in Webarchiven)  Info: Der Link wurde automatisch als defekt markiert. Bitte prüfe den Link gemäß Anleitung und entferne dann diesen Hinweis. (englisch) – Meldung bei Moonandback, vom 16. März 2011

Koordinaten: 33° 58′ 24,1″ N, 118° 25′ 48,2″ W